# HD 211726
HD 211726，又名CP-58 7942，SAO 247410、HR 8509，是一颗恒星，视星等为6.34，位于銀經333.47，銀緯-49.71，其B1900.0坐标为赤經22h 13m 56.7s，赤緯-58° -49.71′ 41″。